# Emilia Szubert
Pour les articles homonymes, voir Szubert.
Emilia Szubert (née Kajzer le 10 mars 1992 à Tychy) est une joueuse de volley-ball polonaise. Elle mesure 1,81 m et joue au poste de passeuse. Elle totalise 14 sélections en équipe de Pologne.

## Clubs
| Club                     | De        | À         |
| ------------------------ | --------- | --------- |
| MOSM Tychy               |           | 2006-2007 |
| SMS PZPS Sosnowiec       | 2007-2008 | 2010-2011 |
| PTPS Piła                | 2011-2012 | 2013-2014 |
| Budowlani Łódź           | 2014-2015 | 2014-2015 |
| LTS Legionovia Legionowo | 2015-2016 | 2015-2016 |
| PTPS Piła                | 2016-2017 | …         |